# 里田乡 (清流县)
里田乡，是中华人民共和国福建省三明市清流县下辖的一个乡镇级行政单位。

## 行政区划
里田乡下辖以下地区：
里田村、田坪村、洋庄村、李坊村、廖坊村、深渡村和卢水村。